# Курский радиотелецентр РТРС

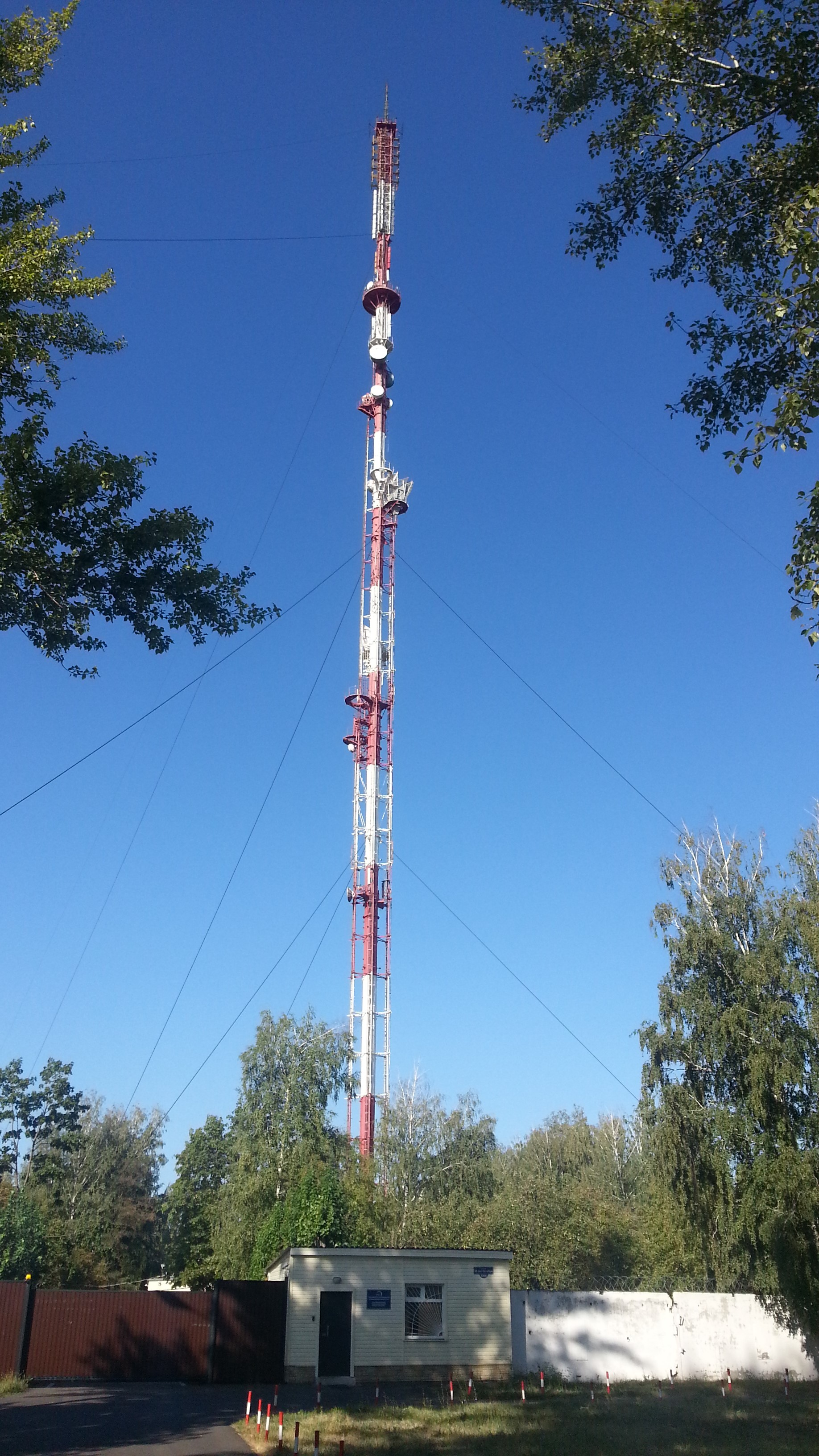
Мачта (антенно-мачтовое сооружение) г. Курск

Курский областной радиотелевизионный передающий центр (филиал РТРС «Курский ОРТПЦ») — подразделение Российской телевизионной и радиовещательной сети (РТРС), основной оператор цифрового эфирного и аналогового эфирного теле- и радиовещания Курской области.

## История
Курская ретрансляционная станция была организована 21 августа 1959 года. Этот день принято считать днём рождения радиотелецентра. 5 ноября 1959 года в эфир вышла первая телепрограмма.
23 декабря 1961 года Курская радиотелевизионная станция (РТС) была переименована в Курский телецентр.
До 1980 года в Курской области вещали два объекта связи: мощный цех в Курске и маломощная станция в посёлке Кшенский Советского района.31 декабря 1980 года состоялось торжественное открытие мощной РТС в селе Липовчик Советского района. Это позволило значительно увеличить охват населения и улучшить качество вещания.
С 1980 по 1996 годы введены в эксплуатацию ещё девять маломощных РТС. Они успешно обеспечивают телерадиовещанием отдаленные районы Курской области до настоящего времени.
В 1998 году Курская радиотелевизионная передающая станция реорганизована в филиал федерального государственного унитарного предприятия «Всероссийская государственная телевизионная и радиовещательная компания» (ВГТРК) «Курский областной радиотелевизионный передающий центр».
В 2001 году филиал ВГТРК «Курский областной радиотелевизионный передающий центр» был выделен из ВГТРК и преобразован в филиал РТРС «Курский областной радиотелевизионный передающий центр».

## Деятельность в наши дни
В 2008 году филиал начал проектирование и строительство пилотной сети цифрового эфирного телевизионного вещания в Курской области. 26 июня 2009 года в тестовом режиме включены первые цифровые передатчики первого мультиплекса.
6 июля 2011 года цифровая сеть была торжественно введена в эксплуатацию. В декабре 2012 года РТРС открыл в Курске центр консультационной поддержки телезрителей.
В 2013 году полностью построена цифровая сеть первого мультиплекса из 18 ретрансляторов. Региональные программы «ГТРК Курск» стали доступны в первом мультиплексе 98,29 % жителей Курской области.
В 2014 году РТРС включил передатчики второго мультиплекса в Курске и Железногорске. В 2015 году сеть первого мультиплекса переведена на стандарт DVB-T2. В 2016 году установлены и переведены в режим ожидания оставшиеся передатчики второго мультиплекса.
22 ноября 2018 года курский филиал РТРС ввел в эксплуатацию всю цифровую эфирную телесеть второго мультиплекса в Курской области. 97,45 % жителей региона могут принимать сигнал 20 телеканалов с телебашен радиотелецентра.
14 октября 2019 года Курская область и еще 20 регионов отключили аналоговое телевещание федеральных телеканалов. Курская область полностью перешла на цифровое эфирное телевидение.
С 27 мая 2021 года введены в эксплуатацию радиостанции «Радио России» в Рыльске, Дмитриеве и Глушково.
13 августа 2021 года РТРС празднует 20 лет со дня основания.

## Организация вещания
РТРС транслирует в Курской области:
᛫ 20 телеканалов и три радиоканала в цифровом формате;
᛫ 8 радиоканалов в аналоговом формате.
| № п.п. | Нас. пункт                                | Фед. программа | № ТВК | Частота    |
| 1      | Белая (Беловский р-н)                     | РТРС-1         | 40    | 626        |
| 1      | Белая (Беловский р-н)                     | РТРС-2         | 56    | 754        |
| 2      | Большая Лозовка (Щигровский р-н)          | РТРС-1         | 24    | 498        |
| 2      | Большая Лозовка (Щигровский р-н)          | РТРС-2         | 53    | 730        |
| 3      | Большое Солдатское (Большесолдатский р-н) | РТРС-1         | 40    | 626        |
| 3      | Большое Солдатское (Большесолдатский р-н) | РТРС-2         | 56    | 754        |
| 4      | Глушково (Глушковский р-н)                | РТРС-1         | 40    | 626        |
| 4      | Глушково (Глушковский р-н)                | РТРС-2         | 56    | 754        |
| 4      | Глушково (Глушковский р-н)                | Радио России   |       | 104.3 МГц  |
| 5      | Дурово (Рыльский р-н)                     | РТРС-1         | 10    | 210        |
| 5      | Дурово (Рыльский р-н)                     | РТРС-2         | 56    | 626        |
| 5      | Дурово (Рыльский р-н)                     | Радио России   |       | 102.4 МГц  |
| 6      | Железногорск (Железногорский р-н)         | РТРС-1         | 25    | 506        |
| 6      | Железногорск (Железногорский р-н)         | РТРС-2         | 27    | 522        |
| 7      | Кривицкие Буды (Беловский р-н)            | РТРС-1         | 40    | 626        |
| 7      | Кривицкие Буды (Беловский р-н)            | РТРС-2         | 56    | 754        |
| 8      | Крупец (Дмитриевский р-н)                 | РТРС-1         | 25    | 506        |
| 8      | Крупец (Дмитриевский р-н)                 | РТРС-2         | 27    | 522        |
| 8      | Крупец (Дмитриевский р-н)                 | Радио России   |       | 106.0 МГц  |
| 9      | Курск (Курская обл.)                      | РТРС-1         | 24    | 498        |
| 9      | Курск (Курская обл.)                      | РТРС-2         | 53    | 730        |
| 9      | Курск (Курская обл.)                      | Маяк           |       | 95,3       |
| 9      | Курск (Курская обл.)                      | Вести FM       |       | 102,9      |
| 9      | Курск (Курская обл.)                      | Радио России   |       | 107,1      |
| 9      | Курск (Курская обл.)                      | Наше радио     |       | 96,0       |
| 9      | Курск (Курская обл.)                      | Радио ДАЧА     |       | 100.7      |
| 9      | Курск (Курская обл.)                      | Радио 7        |       | 102.1      |
| 9      | Курск (Курская обл.)                      | Дорожное радио |       | 106,2      |
| 9      | Курск (Курская обл.)                      | Радио Шансон   |       | 98,0       |
| 9      | Курск (Курская обл.)                      | Радио Книга    |       | 105, 8 МГц |
| 10     | Липовчик (Советский р-н)                  | Радио России   |       | 91,5       |
| 10     | Липовчик (Советский р-н)                  | РТРС-1         | 29    | 538        |
| 10     | Липовчик (Советский р-н)                  | РТРС-2         | 23    | 490        |
| 11     | Льгов (Льговский р-н)                     | Радио России   |       | 98,6 МГц   |
| 12     | Мантурово (Мантуровский р-н)              | РТРС-1         | 29    | 538        |
| 12     | Мантурово (Мантуровский р-н)              | РТРС-2         | 23    | 490        |
| 13     | Новоберезово (Горшеченский р-н)           | РТРС-1         | 41    | 634        |
| 13     | Новоберезово (Горшеченский р-н)           | РТРС-2         | 26    | 514        |
| 14     | Обоянь (Обоянский р-н)                    | РТРС-1         | 40    | 626        |
| 14     | Обоянь (Обоянский р-н)                    | РТРС-2         | 56    | 754        |
| 15     | Пристенное (Пристенский р-н)              | РТРС-1         | 24    | 498        |
| 15     | Пристенное (Пристенский р-н)              | РТРС-2         | 53    | 730        |
| 16     | Речица (Льговский р-н)                    | РТРС-1         | 40    | 626        |
| 16     | Речица (Льговский р-н)                    | РТРС-2         | 56    | 754        |
| 17     | Суджа (Суджанский р-н)                    | РТРС-1         | 40    | 626        |
| 17     | Суджа (Суджанский р-н)                    | РТРС-2         | 56    | 754        |
| 18     | Тарасово (Медвенский р-н)                 | РТРС-1         | 40    | 626        |
| 18     | Тарасово (Медвенский р-н)                 | РТРС-2         | 56    | 754        |
| 19     | Шведчики (Севский р-н                     | РТРС-1         | 25    | 506        |
| 19     | Шведчики (Севский р-н                     | РТРС-2         | 27    | 522        |

Производственно-технический комплекс оборудования Курского филиала РТРС включает:
᛫      областной радиотелецентр;
᛫      производственные подразделения;
᛫      центр формирования мультиплексов;
᛫      36 цифровых телевизионных передающих станций;
᛫      8 радиопередающих станций;
᛫      18 антенно-мачтовых сооружений (АМС);
᛫      26 радиорелейных станций;
᛫      583 км радиорелейных линий связи

## Региональное вещание
Курская область стала пилотным регионом по строительству цифровой эфирной телесети, в результате чего зрители области первыми в России увидели региональные программы в цифровом качестве.
Курский филиал РТРС совместно с ГТРК «Курск» начал трансляцию региональных телепрограмм в составе первого мультиплекса. Региональные программы доступны на телеканалах «Россия-1», «Россия-24» и радиостанции «Радио России».
Программы телеканала «Сейм» выходят в цифровом формате в эфире телеканала ОТР в первом мультиплексе на 9 кнопке.

## Коллективный договор
19 марта 2020 года заключен коллективный договор РТРС на 2020—2023 год. В новом коллективном договоре РТРС сохранены действующие социальные льготы и гарантии для работников, в том числе более 30 социальных льгот сверх предусмотренных Трудовым кодексом РФ.

## Охрана труда
В РТРС действует система управления охраной труда, соответствующая требованиям российского законодательства и нормам международного права. Система управления охраной труда предприятия призвана сохранить жизнь и здоровье работников в процессе трудовой деятельности.

## Образование
Курский филиал РТРС сотрудничает с профильными вузами и колледжами. Студенты проходят практику в подразделениях радиотелецентра, учатся обращаться с современной телерадиовещательной техникой, знакомятся с технологиями цифрового вещания.

## Награды
Филиал РТРС «Курский ОРТПЦ» награжден:
᛫     дипломом четвертого общероссийского конкурса среди потребителей электроэнергии «Золотая опора» за вклад в развитие энергосистемы Курской области и добросовестное исполнение обязательств перед энергетиками в 2007 г.;
᛫      дипломами лауреата, благодарственными письмами, свидетельствами официального участника Курской Коренской ярмарки начиная с 2008 года.  Медалями VIII, XVII Курской Коренской ярмарки в номинации «За развитие услуг связи»;
᛫     дипломами областного конкурса на лучшее состояние охраны и условий труда среди предприятий, организаций и учреждений Курской области, проведенного в 2013 и 2014 годах, в номинации «Лучшее состояние условий и охраны труда в организации» по виду экономической деятельности «Транспорт и связь»;
᛫     дипломом победителя регионального этапа конкурса Курской торгово-промышленной палаты «Золотой Меркурий» в номинации «Лучшее малое предприятие в сфере телекоммуникаций» в 2015 г.;
᛫     сертификатом доверия работодателю №022 в рамках участия в проекте «Декларирование деятельности предприятия по реализации трудовых прав работников и работодателей» Государственной инспекцией труда в Курской области при участии Федерации профсоюзных организаций Курской области и торгово-промышленной палаты Курской области;
᛫     11 действующих сотрудников в штате филиала РТРС «Курский ОРТПЦ» отмечены ведомственными наградами. Один имеет нагрудный знак «Почётный радист»;
᛫     3 сотрудников награждены медалью «За заслуги перед Курской областью» III степени;
᛫     1 сотрудник награждён медалью ордена «За заслуги перед Отечеством» II степени (Указ Президента Российской Федерации от 03.08.2020 № 493);
᛫     директор филиала Михаил Иванович Косов  награждён медалью ордена «За заслуги перед Отечеством» I степени (Указ Президента Российской Федерации от 03.08.2020 № 493).